# Дина Мерил
Нединия Марджъри Хътън или Дина Мерил (на английски: Dina Merrill, Nedenia Marjorie Hutton; 29 декември 1923 г – 22 май 2017 г.) е американска актриса, икономистка, бизнесдама и филантропка.

## Биография

### Произход и образование
Нединия Хътън е родена в Ню Йорк Сити на 29 декември 1923 г. (дълго време 1925 г. е смятана за годината ѝ на раждане). Майка ѝ е Марджъри Мериуедър Пост, наследницата на компанията Post Cereals, а баща ѝ е Едуард Францис Хътън, брокер от Уол Стрийт.
Нединия Хътън променя името си на Дина Мерил като става актриса. Тя взима фамилията Мерил от колега на своя баща - Чарлс Ий Мерил, един от основателите на инвестиционната банка „Мерил Линч“.
Завършва актьорско майсторство в Американската академия по драматични изкуства. През 2005 г. академията ѝ връчва награда за цялостен принос. Същата година академията започва фонд за стипендии на името на Дина Мерил.

### Кариера
Актьорския си дебют прави през 1945 г. в пиесата The Mermaids Singing.
Играе във филмите Desk Set (1957) със Спенсър Трейси и Катрин Хепбърн, „Операция Фуста“ (1959) с Кари Грант и Тони Къртис, „Бътърфилд 8“ (1960), „Взимам Швеция“ (1965), „Анна и безкрайната власт“ (1983), „Истински цветове“ (1991) и много други.
Мерил не се изявява като актриса от 2009 г.

### Личен живот и смърт
От 1946 до развода им през 1966 е женена за Стенли Ем Ръмбау младши, наследникът на богатството на „Колгейт-Палмолив“. С него има три деца.
През 1966 г. Мерил се омъжва за актьора Клиф Робъртсън, с когото има една дъщеря. През 1968 г. двамата играят Каламити Джан и каубоят Шейм в сериала „Батман“. Мерил и Робъртсън се развеждат през 1989 г. От същата година до смъртта си е омъжена за актьора, продуцент и бизнесмен Тед Хартли.
Дина Мерил умира на 93 години на 22 май 2017 г. в дома си в Източен Хамптън, щата Ню Йорк. Новината за нейната смърт е съобщена от сина ѝ, който разкрива, че майка му е боледувала от деменция с телца на Леви.

## Избрана филмография
| Година | Филм                       | Оригинално заглавие        | Роля                            | Режисьор            |
| ------ | -------------------------- | -------------------------- | ------------------------------- | ------------------- |
| 1959   | „Операция Фуста“           | Operation Petticoat        | младши лейтенант Барбара Дюран' | Блейк Едуардс       |
| 1960   | „Бътърфилд 8“              | Butterfield 8              | Емили Лиджет                    | Даниъл Ман          |
| 1965   | „Взимам Швеция“            | I'll Take Sweden           | Карин Гранстед                  | Фредерик де Кордова |
| 1983   | „Анна и безкрайната власт“ | Anna to the infinite power | Сара Харт                       | Робърт Уаймър       |
| 1998   | „Могъщият Джо Янг“         | Mighty Joe Young           | Дама от висшето общество        | Рон Ъндърууд        |